# Roudham
Roudham – wieś w Anglii, w hrabstwie Norfolk, w dystrykcie Breckland. Leży 35 km na południowy zachód od Norwich i 125 km na północny wschód od Londynu.